# 卡宴辣椒

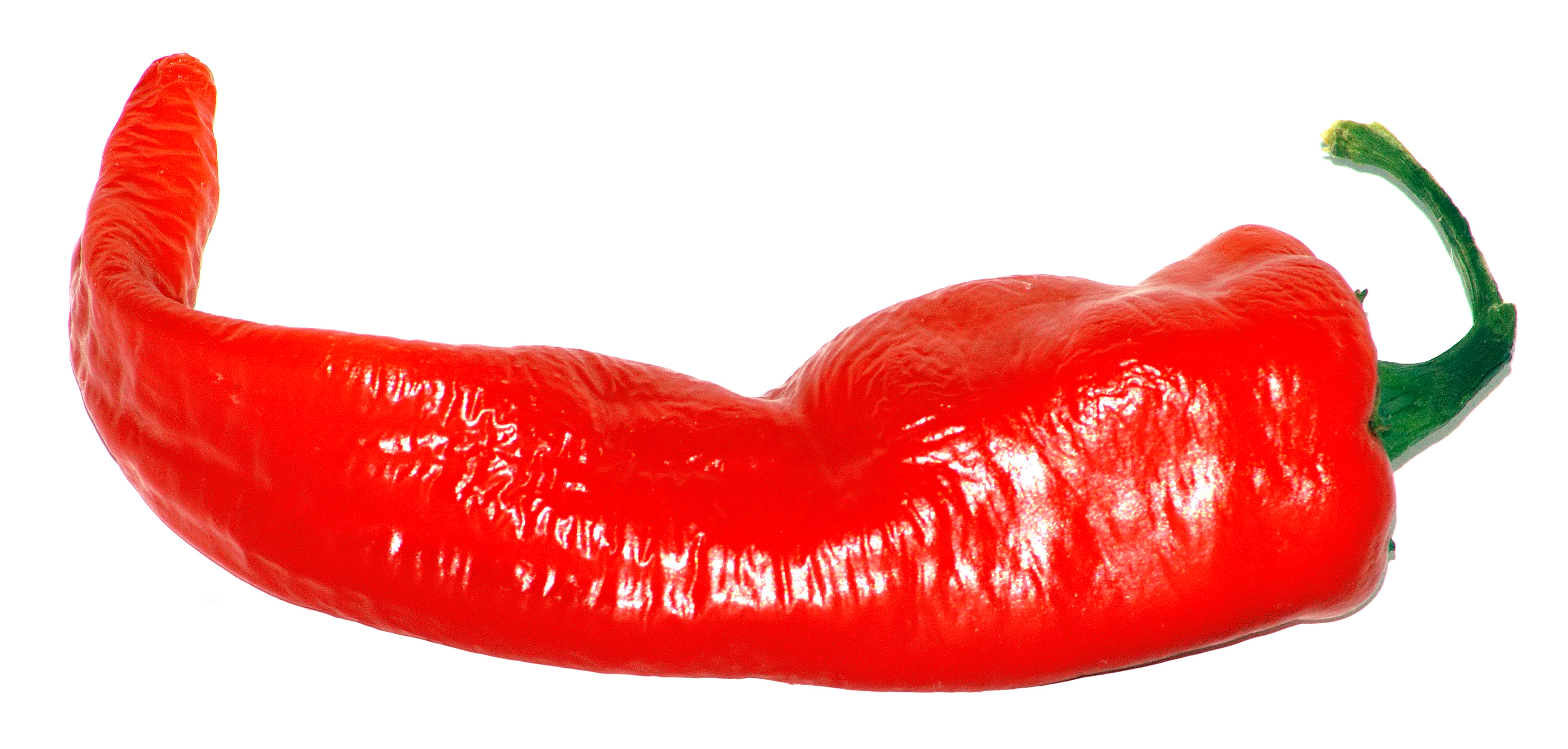
大个的卡宴辣椒

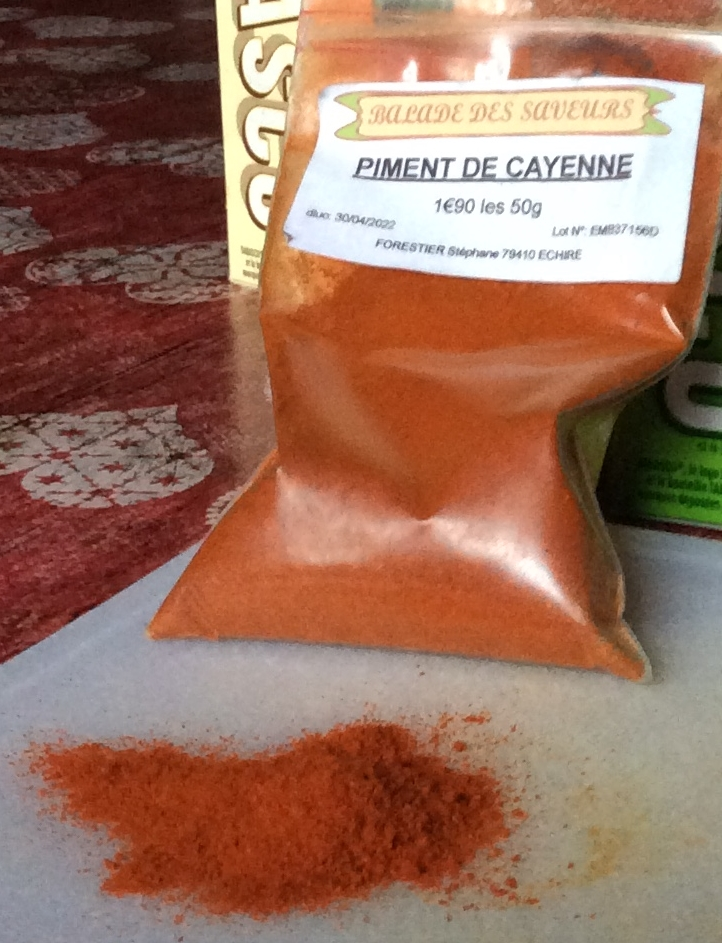
卡宴辣椒粉

卡宴辣椒（cayenne）是一种一年生辣椒，通常用于给菜肴调味，也被用作草本补品。卡宴辣椒是一种由粗渐细的辣椒，长10-25厘米，多为红色，通常带有弯曲的尖端和波纹状的外皮，悬挂于灌木丛上而非直立生长。大多数品种的辣度通常为30,000-50,000斯科维尔。

## 词源
卡宴辣椒常被误认为与法屬圭亞那首府卡宴有关，但其名称“cayenne”是意为“辣椒”的古图皮语词“kyynha”的讹变。